# 福岡市立金山小学校
福岡市立金山小学校（ふくおかしりつかなやましょうがっこう）は、福岡県福岡市城南区松山一丁目にある公立小学校。

## 校勢
2016年5月1日現在
- 学級数 - 単式学級11学級、特別支援学級「あおぞら学級」1学級
- 児童数 - 286人

## 沿革
- 1972年 - 福岡市立七隈小学校から分離し開校
- 1976年 - 福岡市立片江小学校を分離
- 2014年 - 特別支援学級「あおぞら学級」設置

## 通学区域
城南区の以下の地区。
- 金山団地（全域）
- 松山1丁目3番-20番,2丁目
- 七隈8丁目1番-8番,19番,20番
- 友丘4丁目-6丁目

城南区の中央部よりやや北側の一帯。校区北部は丘陵地で、金山団地のほか住宅地が広がる。校区南部は福岡大学に近く、住宅地のほか大学生向けのアパートや各種店舗も多い。校区西端部を城南学園通り、校区南端近くを福大通りが通る。
中学校は友丘が友泉中学校、それ以外の各地域が梅林中学校の校区となる。

### 校区内の主な施設
- UR金山団地
- かなやま幼稚園
- 福岡市地下鉄七隈線
  - 金山駅
  - 福大前駅
- 福岡大学七隈キャンパス - 敷地の大半が当校区
- 七隈ファミリープラザ
- 鳥飼池

### 校区が隣接する小学校
- 福岡市立田島小学校
- 福岡市立長尾小学校
- 福岡市立片江小学校
- 福岡市立七隈小学校
- 福岡市立城南小学校